# Louis Zwahlen (Radsportler)
Louis Zwahlen (* 24. Juli 1903 in Paris; † 14. September 1987 in Villiers-sur-Suize) war ein französischer Radrennfahrer.

## Sportliche Laufbahn
Zwahlen war im Bahnradsport und im Querfeldeinrennen (heutige Bezeichnung Cyclocross) aktiv. Mit dem Radsport begann er mit 16 Jahren in Paris. Parallel dazu betrieb er Leichtathletik und hatte dabei einige Erfolge in regionalen Meisterschaften. 1929 wurde er in der nationalen Meisterschaft im Sprint der Amateure Zweiter hinter Joseph Kergoff. 1930 siegte er in der Meisterschaft der Studenten im Sprint. 1929 hatte er das Sprintturnier Grand Prix Cyclo-Sport de vitesse gewonnen.
Zwahlen wurde der erste Präsident des französischen Radsportverbandes Fédération Française de Cyclisme (FFC). Er wurde für seine Tätigkeit im französischen Widerstand mit dem Croix de guerre geehrt.

## Berufliches
1933 wurde er nach seinem Studium Doktor der Medizin und arbeitete als Allgemeinarzt in Ostfrankreich, später in Paris.